# Franz Thanhofer
Franz Thanhofer (* 28. November 1905 in Urfahr; † 28. November 1983 in Linz) war ein österreichischer Politiker der Sozialistischen Partei Österreichs (SPÖ).

## Ausbildung und Beruf
Nach dem fünfjährigen Besuch der Volksschule und drei Klassen Bürgerschule lernte er den Tischler-Beruf. Danach war er im Baugewerbe tätig und startete als kaufmännischer Angestellter bei einer Baufirma. Später wurde er Landessekretär der Bau- und Holzarbeitergewerkschaft Oberösterreichs und zwischen 1959 und 1968 Präsident der Arbeiterkammer Oberösterreichs.

## Politische Funktionen
- bis 1934: Funktionär der Gewerkschaft der Bauangestellten
- 1945: Aufbau der Gewerkschaft der Bau- und Holzarbeiter
- 1946–1955: Mitglied des Gemeinderates der Stadt Linz
- 1947: Obmann der Oberösterreichischen Gebietskrankenkasse
- 1957–1968: Vorsitzender des Österreichischen Gewerkschaftsbundes (ÖGB), Landesexekutive Oberösterreich

Er war auch beim Republikanischen Schutzbund aktiv.

## Politische Mandate
- 6. Mai 1953 bis 16. November 1961: Mitglied des Bundesrates (VII., VIII. und IX. Gesetzgebungsperiode), SPÖ